# Dobromyl
Dobromyl (ukrainisch Добромиль; russisch Добромыль, polnisch Dobromil) ist eine in der Westukraine liegende Stadt, 4 km östlich der polnisch-ukrainischen Grenze.

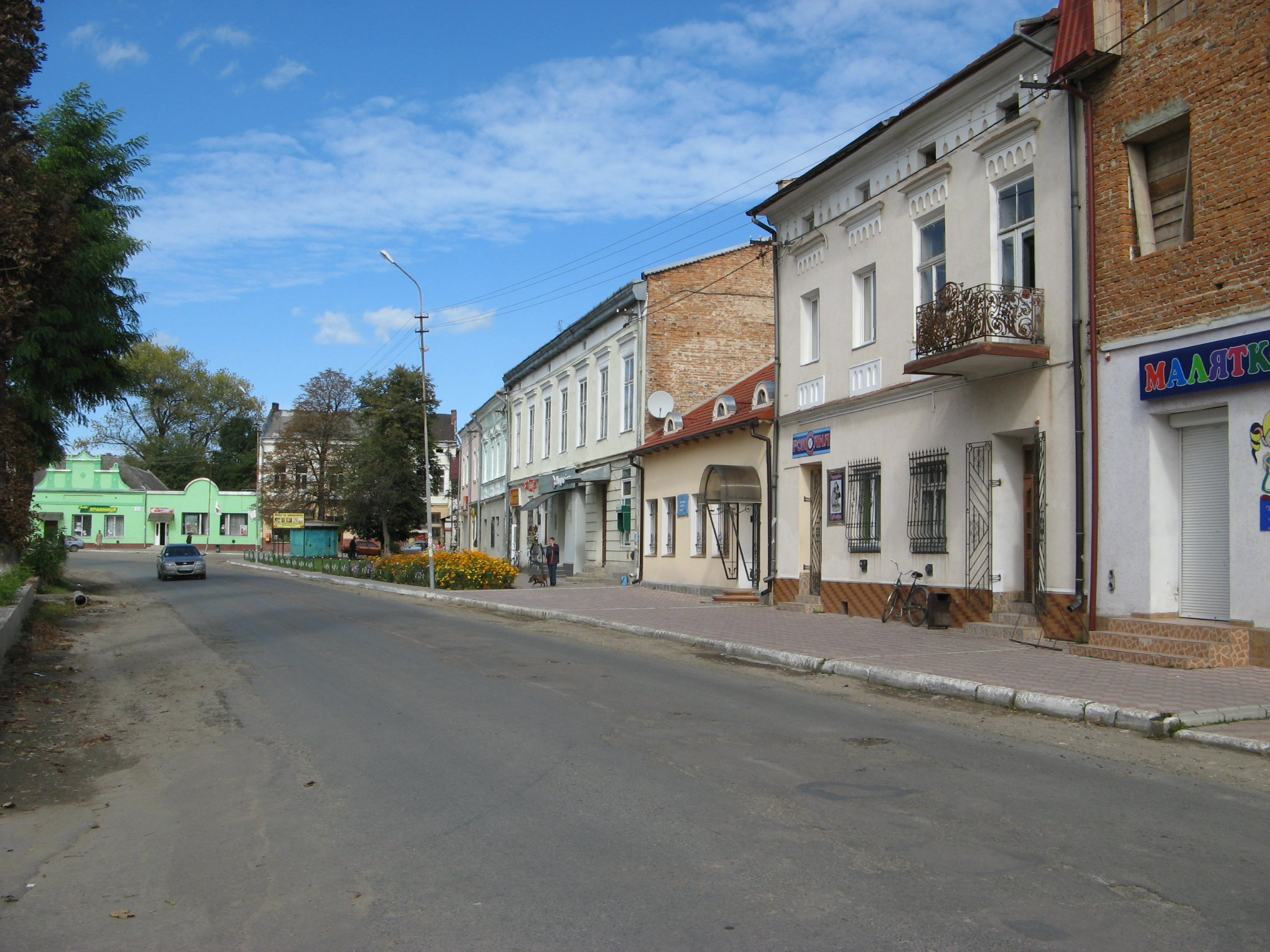
Blick in den Ort

Dobromyl wurde im Jahr 1374 zum ersten Mal schriftlich als Dorf erwähnt und erhielt 1566 das Stadtrecht. Unter der seit 1772 bestehenden österreichischen Herrschaft kam die Stadt zu Galizien und war kurzzeitig von 1850 bis 1854 und von 1876 bis 1918 Sitz der Bezirkshauptmannschaft Dobromil, ab 1867 der Sitz eines Bezirksgerichts. Nach dem Ersten Weltkrieg kam der Ort als Dobromil zu Polen und lag hier ab 1921 in der Woiwodschaft Lwów als Sitz des gleichnamigen Powiats Dobromil. Nach der Sowjetischen Besetzung Ostpolens wurde der Ort Sitz des Ujesd Dobromil innerhalb der Oblast Drohobytsch, im Januar 1940 die Rajonshauptstadt des Rajons Dobromyl/Dobromil. Nach dem Beginn des Deutsch-Sowjetischen Krieges wurde Dobromyl in das Generalgouvernement, Distrikt Krakau eingegliedert und verblieb hier bis zur Rückeroberung durch die Rote Armee im Sommer 1944. Die Stadt wurde wieder in die Ukrainische SSR innerhalb der Sowjetunion eingegliedert und verblieb bis zur Auflösung des gleichnamigen Rajons im Jahre 1962 eine Rajonshauptstadt. Seit dem Zerfall der Sowjetunion 1991 ist sie Teil der unabhängigen Ukraine.
1924 wurde das bis dahin selbstständige Dorf Huczko (ukrainisch Гучко Hutschko) eingemeindet.
Am 12. Juni 2020 wurde die Stadt zum Zentrum der neu gegründeten Stadtgemeinde Dobromyl (Добромильська міська громада/Dobromylska miska hromada) zu dieser zählen auch noch die Siedlung städtischen Typs Nyschankowytschi sowie die 35 in der untenstehenden Tabelle aufgelistetenen Dörfer im Rajon Sambir, bis dahin war sie ein Teil der Stadtratsgemeinde Dobromyl (Добромильська міська рада/Dobromylska miska rada) im Rajon Staryj Sambir.
Folgende Orte sind neben dem Hauptort Dobromyl Teil der Gemeinde:
| Name                     | Name              | Name                                        | Name                             |
| ukrainisch transkribiert | ukrainisch        | russisch                                    | polnisch                         |
| ------------------------ | ----------------- | ------------------------------------------- | -------------------------------- |
| Bolosiw                  | Болозів           | Болозев (Bolosew)                           | Błozew Górna                     |
| Bonewytschi              | Боневичі          | Боневичи (Bonewitschi)                      | Boniowice                        |
| Borschewytschi           | Боршевичі         | Боршевичи (Borschewitschi)                  | Borszowice                       |
| Byblo                    | Библо             | Быбло                                       | Bybło                            |
| Deschytschi              | Дешичі            | Дешичи (Deschitschi)                        | Gdeszyce                         |
| Drosdowytschi            | Дроздовичі        | Дроздовичи (Drosdowitschi)                  | Drozdowice                       |
| Horodysko                | Городисько        | Городиско (Gorodisko)                       | Grodzisko                        |
| Hrabiwnyzja              | Грабівниця        | Грабовница (Grabowniza)                     | Grabownica Sozańska              |
| Hruschatytschi           | Грушатичі         | Грушатичи (Gruschatitschi)                  | Hruszatyce                       |
| Hubytschi                | Губичі            | Губичи (Gubitschi)                          | Hubice                           |
| Knjaschpil               | Княжпіль          | Княжполь (Knjaschpol)                       | Kniażpol                         |
| Komarowytschi            | Комаровичі        | Комаровичи (Komarowitschi)                  | Komarowice                       |
| Koniw                    | Конів             | Конев (Konew)                               | Koniów                           |
| Kropywnyk                | Кропивник         | Крапивник (Krapiwnik)                       | Kropiwnik                        |
| Mihowo                   | Мігово            | Мигово (Migowo)                             | Michowa                          |
| Mischenez                | Міженець          | Миженец (Mischenez)                         | Miżyniec                         |
| Nowe Misto               | Нове Місто        | Новое Мисто (Nowoje Misto)                  | Nowe Miasto                      |
| Nyschankowytschi         | Нижанковичі       | Нижанковичи (Nischankowitschi)              | Niżankowice                      |
| Nyschnja Wowtscha        | Нижня Вовча       | Нижняя Волчья (Nischnjaja Woltschja)        | Wołcza Dolna                     |
| Pazkowytschi             | Пацьковичі        | Пацковичи (Pazkowitschi)                    | Paćkowice                        |
| Peredilnyzja             | Передільниця      | Передельница (Peredelniza)                  | Przedzielnica                    |
| Pidmostytschi            | Підмостичі        | Подмостичи (Podmostitschi)                  | Podmojsce                        |
| Pjatnyzja                | П'ятниця          | Пятница (Pjatniza)                          | Pietnice                         |
| Poljana                  | Поляна            | Поляна                                      | Polana                           |
| Possada-Nowomiska        | Посада-Новоміська | Посада-Новомистская (Possada-Nowomistskaja) | Posada Nowomiejska               |
| Roschewe                 | Рожеве            | Рожевое (Roschewoje)                        | Rosenburg, Rozenburg, Radyczówka |
| Sanotschany              | Саночани          | Саночаны                                    | Sanoczany                        |
| Soljanuwatka             | Солянуватка       | Соляноватка (Soljanowatka)                  | Lacko                            |
| Sorotowytschi            | Зоротовичі        | Зоротовичи (Sorotowitschi)                  | Zrotowice                        |
| Storonewytschi           | Стороневичі       | Стороневичи (Storonewitschi)                | Stroniowice                      |
| Ternawa                  | Тернава           | Тернава                                     | Tarnawa                          |
| Towarna                  | Товарна           | Товарная (Towarnaja)                        | Towarnia                         |
| Truschewytschi           | Трушевичі         | Трушевичи (Truschewitschi)                  | Truszowice                       |
| Tschyschky               | Чижки             | Чижки (Tschischki)                          | Czyszki                          |
| Welyke                   | Велике            | Великое (Welikoje)                          | Wełykie                          |
| Wiljunytschi             | Вілюничі          | Вилюничи (Wiljunitschi)                     | Wielunice                        |

## Galiziendeutsche Siedlung Engelsbrunn
Nördlich des Ortes existierte die galiziendeutsche Siedlung Engelsbrunn (geteilt ins westlicher gelegene Oberengelsbrunn und das östlicher gelegene Unterengelsbrunn), diese wurde bereits 1867 ins damalige Dobromil eingemeindet und ist heute ein Teil der Stadt Dobromyl. Der Ort wurde im Zuge der Josephinischen Kolonisation 1784 angelegt, die letzten deutschsprachigen Einwohner wurden 1940 auf Grund des Deutsch-Sowjetischen Grenz- und Freundschaftsvertrags ausgesiedelt.

## Söhne und Töchter der Stadt
- Aurelie Obermayer (* 1845; † nach 1914), österreichische Schriftstellerin
- Emil Probst (* 1877; † 1950), deutscher Bauingenieur
- Wolodymyr Hruza (* 1976), ukrainischer Geistlicher, griechisch-katholischer Weihbischof in Lemberg